# Kristina Kolar
Kristina Kolar (Peć, 23. kolovoza 1976.) je hrvatska sopranistica.

## Životopis
Eminentna je predstavnica mlađe generacije hrvatskih opernih pjevača. Prvakinja je Riječke opere.
Studirala je solo pjevanje u Zagrebu u klasi prof. Ljiljane Molnar-Talajić, a diplomirala u klasi Zdenke Žabčić Hesky, te zbog odličnog uspjeha predložena za rektorovu nagradu.

Usavršavala se u Milanu na "Accademia Lirica del Rotary International", u klasi maestra Giuseppea Montanarija, umjetničkog direktora Teatra alla Scala.

Kao solistica ostvarila je uloge u nizu glazbeno scenskih djela repertoara opere od kojih treba izdvojiti: Nabucco (Abigaille), Aida (Aida), Tosca (Tosca), Carmen (Carmen), La Gioconda (Laura), Cosi fan tutte (Dorabella), Cavalleria rusticana (Santuzza), Adriana Lecuvreur (Principessa), La forza del destino (Preziosilla), Hamlet (Kraljica Gertrude)…

Ulogu Aide otpjevala preko dvadeset puta i to na turneji 2014. u Japanu (Tokyo-Orchard Hall, Nerima, Fukuoka, Maebashi, Hachioji), zatim u Mariboru, Zagrebu, Splitu i Rijeci.

Redovita je gošća svih hrvatskih opernih kuća i redovito nastupa u Sloveniji i Njemačkoj. Osim opernog ima veliki koncertni repertoar i bavi se izvođenjem duhovne glazbe skladatelja G.Verdija, G.B.Pergolesija, W.A.Mozarta, L.V.Beethovena, M.Haydna, Ristorija, G.Rossinija, G.Mahlera…

Dobitnica je najviše strukovne nagrade Hrvatskog društva glazbenih umjetnika "Milka Trnina", za ambijentalnu izvedbu opere "Cavalleria rusticana" za ulogu Santuzza za 2010. godinu i Nagradu hrvatskog glumišta 2011./2012. za ulogu Mettele u Offenbachovoj opereti "Pariški život".

Snimila je tri nosača zvuka sakralne glazbe.

## Uloge
- F. Cilea:

- "Adriana Lecuvreur" (Principessa)
- G. Verdi:

- "La forza del destino" (Preziosilla)

- "Trubadur"  (Ines) 

- "Rigoletto"  (Giovanna) 

- "Falstaff"  (Meg) 

- "Nabucco"  (Fenena) 

- "Nabucco"  (Abigaille) 

- "Aida" (Aida)                          
- I. pl. Zajc:

- "Nikola Šubić Zrinjski" (Eva) 

- "Amelija"  (Teresa) 

- "Lizinka"  (Miss Jackson) 

- "Prvi grijeh" (Svijetli Genij) 

- "Momci na brod" (Bibiana) 

- "Zlatka" (Vračara)
- J. Strauss:

- "Šišmiš" (Princ Orlofsky)
- G. Puccini:

- "Gianni Schicchi"  (Ciesca) 

- "Tosca" (Tosca)
- P. Mascagni:

- "Cavalleria rusticana" (Santuzza)

- "Cavalleria rusticana" (Lola)
- G. Rossini:

- "Il signor Bruschino" (Marianna) 

- "Il Turco in Italia" (Zaida)
- A. Ponchielli:

- "La Gioconda" (Laura) 
- W. A. Mozart:

- "Cosi fan tutte" (Dorabella)
- G. Bizet:

- "Carmen" (Carmen)

## Nagrade i priznanja
- nagrada Milka Trnina za 2010.[1]
- Nagrada za najbolju žensku ulogu za ulogu Metelle u predstavi "Pariški život", za 2012. god.
- Nagrada "Štefanija Lenković", za najbolje ostvarenu žensku ulogu u opernom programu HNK Ivana pl.Zajca u sezonama 2012/2013. i 2013/2014. za ulogu "Aida" u istoimenoj predstavi.

## Vanjske poveznice
- Hrvatsko narodno kazalište Ivana pl. Zajca u Rijeci